# 令和小説大賞
令和小説大賞（れいわしょうせつたいしょう）は、LINE・日本テレビ放送網・アニプレックスの3社による文学賞である。

## 概要
令和小説大賞は、2019年4月16日に応募が開始され、2019年9月30日に応募が締め切られ、2020年3月3日に受賞作品が発表された、ジャンルを不問としていることが特徴となっている、LINEノベル発の文学賞である。
同賞では、大賞に選ばれたものに対しては300万円の賞金と作品の書籍化・映像化の確約が、選考委員特別賞に選ばれたものに対しては賞金10万円と作品の書籍化が確約されていた。
また、第1回では、最終選考委員として三木一馬、植野浩之、高橋祐馬、森啓の4人が参加していた。

## 受賞作品
| 回               | 作品名                              | 作者     | 応募作品総数 |
| ---------------- | ----------------------------------- | -------- | ------------ |
| 第1回 （2020年） | 星になりたかった君と                | 遊歩新夢 | 4440作品     |
| 第1回 （2020年） | 負けるための甲子園                  | 谷山走太 | 4440作品     |
| 第1回 （2020年） | なぜ銅の剣までしか売らないんですか? | エフ     | 4440作品     |